# Хоу (титул)
Хоу (кит.: 侯; піньїнь: hóu; кор. 후, ху; яп. こう, ко) — шляхетський титул у стародавньому Китаї. Інколи перекладається як князь, маркіз, принц. Носій титулу був слугою Сина Неба — чжоуського вана та його заступником на довірених землях. Титул надавався головам міст-держав і передався спадково, або дарувався особам з оточення вана за службу. Протягом 5 —3 століття до Р. Х. оформилася ієрархія п'яти вельможних титулів, слуг вана, в якій володарі хоу посідали друге місце. У часи династії Хань цю ієрархію ліквідували, а терміном хоу позначали підлеглих китайського імператора, що мали звання вана чи гуна, або володіли автономними земельними уділами, які отримали від імператора.
У середньовічній Японії словом хоу позначали регіональних володарів даймьо, господарів автономних уділів хан. Після реставрації Мейдзі 1868 року та створення стану титулованої шляхти хоу використовувався для позначення маркіза.